# Rainer Fischer
Rainer Fischer (ur. 14 września 1949 w Hamburgu) – kanadyjski judoka. Olimpijczyk z Montrealu 1976, gdzie zajął dziewiętnaste miejsce w wadze średniej.
Uczestnik mistrzostw świata w 1975. Triumfator igrzysk panamerykańskich w 1975. Brązowy medalista mistrzostw panamerykańskich w 1974. Sześciokrotny mistrz Kanady w latach 1972-1976.

## Letnie Igrzyska Olimpijskie 1976
| Konkurencja | Eliminacje         | Klas. końcowa |
| Konkurencja | Przeciwnik I       | Miejsce       |
| ----------- | ------------------ | ------------- |
| 80 kg       | Endre Kiss (HUN) P | 19.           |